# Axel Darvik
Carl Axel Mikael Darvik, född 26 juni 1982 i Älvsborgs församling i Göteborg, är en svensk politiker (liberal) och civilingenjör. Han var ordinarie riksdagsledamot 2002–2006, invald i Göteborgs kommuns valkrets. Detta efter att Liberalerna (dåvarande Folkpartiet) gjort ett ovanligt bra val, vilket gav 31 extra mandat att fördela. Sedan 2021 är han kommunalråd i Göteborgs kommun.
När Folkpartiet gick starkt framåt i valet 2002 blev Darvik en av de yngsta riksdagsledamöterna någonsin. I riksdagen var han suppleant i bostadsutskottet, kulturutskottet och utbildningsutskottet. Han var även kassör i Folkpartiets riksdagsgrupp 2002–2006. Inom Folkpartiet var han också ansvarig för frågor som rör studenter och ungdomar.
I september 2006 blev Darvik kommunfullmäktigeledamot i Göteborgs kommun. 2006–2010 var han ledamot i Kulturnämnden och från 2010 var han vice ordförande i Miljö- och Klimatnämnden.
Darvik avlade civilingenjörsexamen i industriell ekonomi 2012 vid Chalmers tekniska högskola. Tillsammans med två andra teknologer startade han strategikonsultbolaget Trendie. Företaget fokuserar på omvärldsanalys och affärsutveckling inom  investeringstunga branscher, så som fastigheter, infrastruktur, transporter, bygg och energi.
På Landsmötet 2019 valdes Darvik in i Liberalernas partistyrelse och är även en av åtta ledamöter som ingår i partiledningen. Sedan 2021 är Darvik gruppledare för Liberalerna i Göteborgs kommun, och var skolkommunalråd och vice ordförande i kommunstyrelsen från 2021 fram till 2023, då S, V och Mp återtog makten i Göteborg.